# Leucania clausa
Leucania clausa är en fjärilsart som beskrevs av Barend J. Lempke 1964. Leucania clausa ingår i släktet Leucania och familjen nattflyn. Inga underarter finns listade i Catalogue of Life.